# 忠信

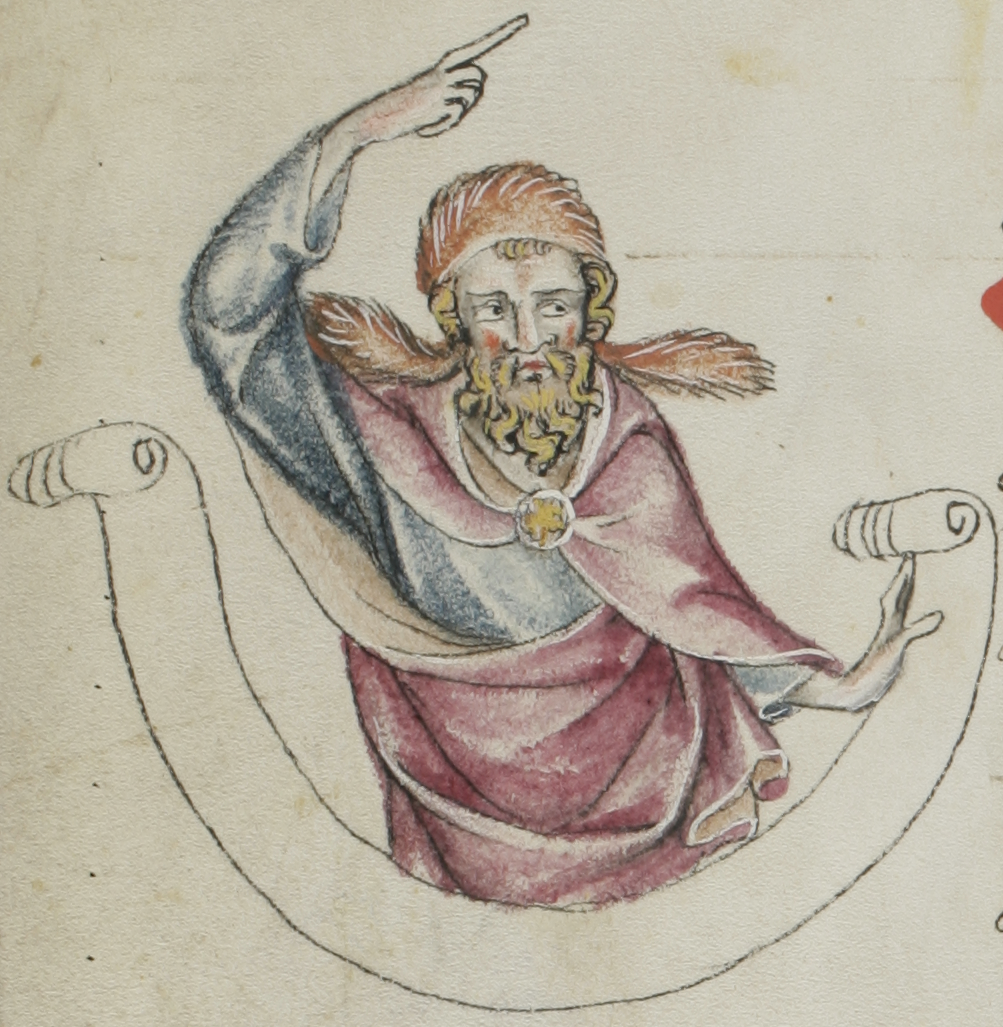
Hosea with his arm raised. Klosterneuburger Evangelienwerk, fol. 7v. 约1340

忠信（英語：Faithfulness）意味着对某人或某事始终保持忠实，且无论情况如何都要始终如一地践行它。这类忠信具有多种表现方式，例如丈夫或妻子不发生婚外性关系。该词也可以用于指代无论任何情况都绝对信守诺言的行为，比如某些僧侣团体的“沉默的誓言”（vow of silence）。从字面上看，“忠信”是一种在坚定地忠于一个人、一件事或一个概念的同时充满信仰的状态。